# Your Choice Live Series
Your Choice Live Series är ett livealbum av det svenska garagerockbandet The (International) Noise Conspiracy, utgivet på det tyska skivbolaget Your Choice Records 2001.

## Låtlista
| Nr | Titel                          | Längd |
| -- | ------------------------------ | ----- |
| 1. | A Northwest Passage            | 5:42  |
| 2. | Bigger Cages, Longer Chains    | 3:58  |
| 3. | Up for Sale                    | 3:31  |
| 4. | Smash It Up! / TV Eye          | 6:30  |
| 5. | Born into a Mess               | 4:29  |
| 6. | Capitalism Stole My Virginity  | 5:39  |
| 7. | Will It Ever Be Quiet?         | 5:00  |
| 8. | A New Morning Changing Weather | 7:00  |

### Fotnoter
1. ↑  ”Your Choice Live Series”. Discogs.com. http://www.discogs.com/International-Noise-Conspiracy-Your-Choice-Live-Series/release/1823514. Läst 19 april 2012.